# Jean-Christophe Balouet
Jean-Christophe Balouet (né le 12 novembre 1956 à Caudéran (Gironde) et mort le 30 mars 2021 à Orrouy) était un paléontologue français.

## Biographie
Il a collaboré avec Storrs Olson, de la Smithsonian Institution, à la recherche paléontologique sur les espèces fossiles d'oiseaux de Nouvelle-Calédonie dans le sud-ouest du Pacifique,.

## Publications
- 1989 – (en) Fossil Birds from Late Quaternary Deposits in New Caledonia (avec Storrs Olson). Smithsonian Contributions to Zoology 469. Smithsonian Institution Press, Washington D.C.
- 1990 – (en) Extinct species of the world: lessons for our future (avec Eric Alibert). Letts: London.  (ISBN 978-1-85238-100-4)